# Bernard Dukić
Fra Bernard Dukić (Košute, pokraj Sinja, 28. travnja 1934. - Sinj, 30. kolovoza 2012.), bio je hrvatski svećenik, intelektualac i voditelj Hrvatske katoličke misije u Njemačkoj.

## Djetinjstvo i mladost
Bernard Dukić, rođen je u obitelji Marka i Šime Dukić (djevojački Mateljan), u Košutama, selu Cetinske krajine, pokraj Sinja. U rodnim je Košutama završio pučku (osnovnu) školu, koju je pohađao u razdoblju Drugog svjetskog rata da bi u Sinju pohađao Franjevačku klasičnu gimnaziju.

## Svećenička karijera
U novicijat je pristupio u Sinju, 14. srpnja 1951., te je prve zavjete položio na Visovcu, 15. srpnja 1952., da bi svečane zavjete položio u Makarskoj, 8.prosinca 1957., da bi bio zaređen za đakona, u Makarskoj 19. prosinca 1959.godine, a svećenički mu je red dodijelio mu je mostarsko-duvanjskog biskupa, Petar Čule, 3. srpnja 1960., u Imotskom, te je bio član Franjevačke provincije Presvetog Otkupitelja.
Obavljao je službu župnog vikara u Metkoviću, od 1961. do 1962., zatim službu župnika u Otoku, pokraj Sinja, od 1962. do 1965.godine. Iste godine, 1965., odlazi na osnivanje prve Hrvatske katoličke misije, u Frankfurtu na Majni, u SR Njemačkoj, pošto su za osnivanje, dana 12. prosinca 1965., dobili dekret Biskupske konferencije Jugoslavije, te je bio prvi hrvatski katolički svećenik s dekretom biskupske konferencije Jugoslavije za pastvu u Njemačkoj, koja je tada, šezdesetih godina prošloga stoljeća bila zemlja blagostanja, koja je privlačila inozemne radnike iz mnogih država europskog jugoistoka, prije svega Jugoslavije, Grčke i Turske. U tim je počecima znalo dolaziti do uskrate izdavanja putnih isprava, bez ikakvog valjanog obrazloženja, svećenicima koji su odlazili u Njemačku, te je fra Dukić bio prvi hrvatski franjevac koji je s redovitom putovnicom otputovao u Njemačku, 1965.godine.
  

U tadašnjim političkim krugovima u Hrvatskoj, tada u sastavu socijalističke Jugoslavije, pristizali su prigovori, pa i negativni politički sudovi o radu Hrvatske katoličke misije u Njemačkoj, da bi se kasnije u tim političkim krugovima ipak naišlo na prešutno odobrenje. Sam fra Bernard Dukić o svojem radu te kretanju emigracije u Njemačkoj je govorio u intervjuu Slobodnoj Dalmaciji, u ljeto 1990.: 
"Mi možemo govoriti o više etapa iseljavanja. Prva traje od početka 60-ih godina do 1967., i još je dosta smirena, nije velika. Od 1967. do 1970. dolazi vrijeme najvećeg egzodusa hrvatskog naroda. Nikada se nijedan europski narod nije u tolikom broju iselio kao hrvatski narod 1969. godine, kada je oko 300 000 napustilo svoju domovinu u potrazi za radom. Iste godine dolazi i papinska instrukcija o inozemnoj pasti "Pastoralis migratorum cura" i prema njoj se onda nanovo uređuje naše inozemno dušobrižništvo. Te je godine nas hrvatskih svećenika bilo u Njemačkoj oko 50 među našim radnicima. (Da bi ih u ljeto 1990.) U cijeloj hrvatskoj pastvi u Njemačkoj sada djeluje 108 svećenika, 98 pastoralnih suradnika (laika), među kojima je 58 časnih sestara, 102 socijalna radnika, a svi oni su namještenici Njemačke crkve i plaća ih njemački Caritas. Oni se brinu za sve naše ljude koji su na privremenom radu u Njemačkoj i ne gledaju na njihovu vjeru i nacionalnost." 
Spomenutu je misiju vodio do 1971. godine, kada ga je njemačka biskupska konferencija, na prijedlog hrvatskog episkopata, imenovala za naddušobrižnika i delegata za hrvatske misionare u SR Njemačkoj. Iste je godine sudjelovao u osnivanju folklorne skupine Croatia ensamble, u Njemačkoj.
Tadašnji nadbiskup Franjo Kuharić je 1972.godine odlučio imenovati fra Bernarda Dukića za člana Vijeća biskupske konferencije za hrvatsku emigraciju. u razdoblju od 1978. do 1979., bio je pokretač i prvi glavni urednik mjesečnika Živa zajednica za Hrvate u Njemačkoj. 
U svojem je radu sudjelovao u organiziranju susreta hrvatske katoličke mladeži, koji je uz vjerski imao i kulturne sadržaje, posebno su organizirali i susrete posvećene njegovanju hrvatskog tradicijskog folklora, u kojima su očuvali tradicionalnu hrvatsku nematerijalnu baštinu među emigrantskim krugovima, poput narodnih kola i plesova iz domovine. Tako se održavao Hrvatski folklorni festival u Njemačkoj, te kojemu su jednom prilikom, 19. veljače 1990., u gradu Ludwigshafenu, prisustvovali tada kardinal Franjo Kuharić i Josip Arnerić, tada biskup u mirovini.
Na samom početku svojega rada za hrvatsku pastvu, u SR Njemačkoj, 1965. godine, hrvatska je pastva u toj državi brojala 45 misija, od toga 51 svećenika, 43 socijalna radnika i 14 pastoralnih suradnika, da bi u trenutku njegova razrješenja, 1997. godine, hrvatska pastva brojala 86 misija, 110 svećenika, 104 socijalna radnika i 110 pastoralnih suradnika, te se u više od tristotine gradova u Njemačkoj održava redovita sveta misa za hrvatske emigrante katolike.
Kao voditelj Naddušobrižničkog ureda u Frankfurtu zadržao se od 1965. do 1997. godine. Bio je definitor u razdoblju 1965. do 1972., da bi potom od 1972. do 1997., bio imenovan naddefinitorom Provincije. U tom je razdoblju obnašao dužnost voditelja Hrvatske katoličke misije u Frankfurtu, te naddušobrižnika delegata za hrvatsku pastvu u SR Njemačkoj.  

## Povratak u Hrvatsku
Godine 1997., vraća se u Hrvatsku, te je bio imenovan za gvardijana, župnika i dekana u Kninu, u razdoblju od 1997. do 2000., nastavno je 2000. godinu dana obnašao dužnost samostanskog vikara u Sumartinu, na otoku Braču, da bi od 2001. bio imenovan ispovjednikom u Sinju.
Umro je u Sinju, 30. kolovoza 2012., te je pokopan 3.rujna 2012., na groblju Sv. Franje u Sinju. 